# Mount Coley
Mount Coley ist ein Berg von 2570 m Höhe in der antarktischen Ross Dependency. Er ragt rund 5 km  südlich des Mount Frost in den Churchill Mountains auf. 
Das Advisory Committee on Antarctic Names benannte ihn 1965 nach Commander Vernon Jack Coley von der United States Navy, Kommandeur der Flugstaffel VX-6 von 1957 bis 1958.